# Syzygium
Genre
Classification phylogénétique
Synonymes
Syzygium est un genre de plantes à fleurs de la famille des Myrtaceae. Le genre comprend environ 500 espèces que l'on trouve dans les régions tropicales et subtropicales de l'ancien monde. 
En Nouvelle-Calédonie, le genre est représenté par 68 espèces, dont 67 endémiques.
Il est très proche du genre Eugenia qu'on trouve surtout dans le Nouveau Monde. Certains botanistes considèrent que le genre Syzygium devrait être incorporé au genre Eugenia. 
La plupart de ces espèces sont des arbres à feuillage persistant. plusieurs espèces sont cultivées comme plantes d'ornement à cause de la beauté de leur feuillage. Certaines espèces produisent des fruits comestibles consommés frais ou en confiture. La plus connue de ces espèces est le giroflier (Syzygium aromaticum) dont les bourgeons floraux sont utilisés comme épice (clou de girofle).

## Liste des espèces

### Principales espèces
- Syzygium aqueum (Burm.f.) Alston

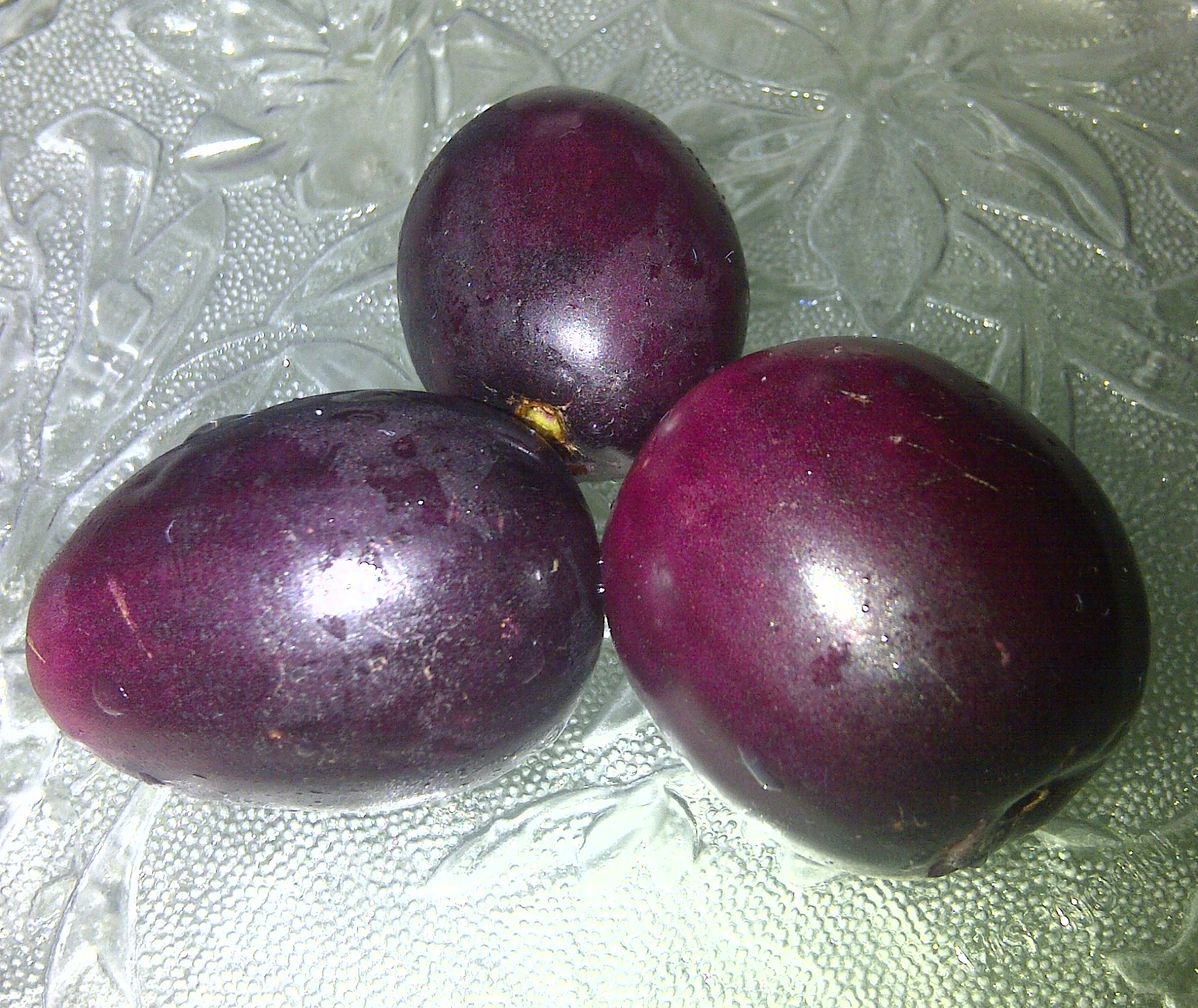
Syzygium cumini.

- Syzygium australe (J.C.Wendl. ex Link) B.Hyland
- Syzygium aromaticum (L.) Merr. & L.M.Perry - Giroflier
- Syzygium buxifolium Hook. & Arn.
- Syzygium cordatum Hochst. ex Krauss
- Syzygium cumini (L.) Skeels - Jamelonier
- Syzygium curranii (C.B.Rob.) Merr.
- Syzygium eucalyptoides (F.Muell.) B.Hyland
- Syzygium forte (F.Muell.) B.Hyland
- Syzygium grande (Wight) Wight ex Walp.
- Syzygium guineense (Willd.) DC.
- Syzygium jambos (L.) Alston - Jamrosat
- Syzygium luehmannii (F.Muell.) L.A.S.Johnson
- Syzygium malaccense (L.) Merr. et Perry - Jambosier rouge
- Syzygium oblatum (Roxb.) Wall. ex A.M.Cowan & Cowan
- Syzygium oleosum (F.Muell.) B.Hyland
- Syzygium operculatum (Roxb.) Nied. (syn. Syzygium nervosum)
- Syzygium paniculatum Gaertn.
- Syzygium polyanthum (Wight) Walp.
- Syzygium polycephaloides (C.B.Rob.) Merr.
- Syzygium polycephalum (Miq.) Merr. & L.M.Perry
- Syzygium pycnanthum Merr. & L.M.Perry
- Syzygium racemosum (Blume) DC. (syn. Syzygium javanicum Miq.)
- Syzygium rama-varmae (Bourd.) Chithra
- Syzygium samarangense (Blume) Merr. & L.M.Perry - Jamalac
- Syzygium sandwicense (A.Gray) Müll.Stuttg.
- Syzygium smithii (Poir.) Nied.
- Syzygium suborbiculare (Benth.) T.G.Hartley & L.M.Perry
- Syzygium tetragonum (Wight) Wall. ex Walp.
- Syzygium zeylanicum (L.) DC. (ស្មាច់ដោម, smach daom en khmer)

Principales espèces australiennes :
- Syzygium australe (J.C.Wendl. ex Link) B.Hyland
- Syzygium corynanthum (F.Muell.) L.A.S.Johnson
- Syzygium crebrinerve (C.T.White) L.A.S.Johnson
- Syzygium francisii (F.M.Bailey) L.A.S.Johnson
- Syzygium hodgkinsoniae (F.Muell.) L.A.S.Johnson
- Syzygium luehmannii (F.Muell.) L.A.S.Johnson
- Syzygium moorei (F.Muell.) L.A.S.Johnson
- Syzygium oleosum (F.Muell.) B.Hyland